# Phương trình Drake

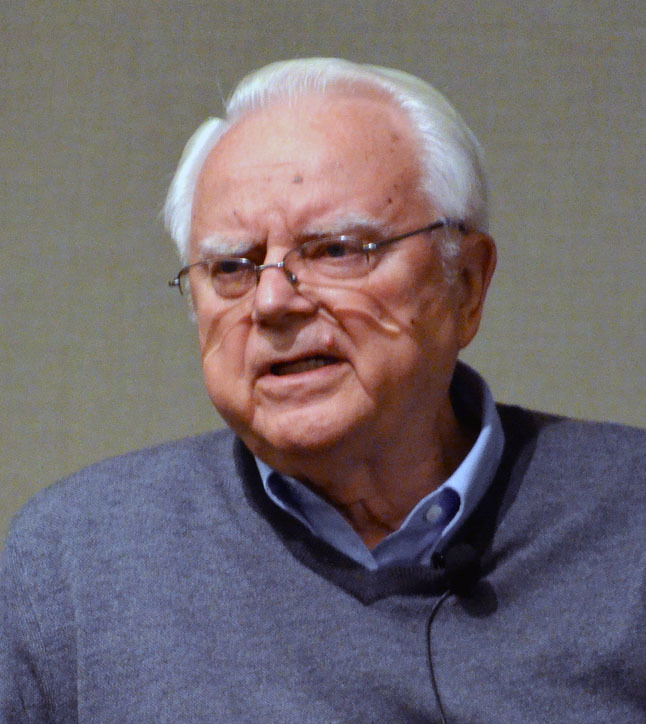
Frank Donald Drake – tác giả phương trình mang tên mình

Phương trình Drake (tiếng Anh: Drake equation) là một mô tả xác suất toán học do nhà thiên văn học Frank Drake đề xuất, dùng để ước tính số lượng nền văn minh ngoài Trái Đất trong Ngân Hà. Phương trình dùng trong sinh học vũ trụ cũng như tìm kiếm trí tuệ người ngoài hành tinh từ Viện SETI.

## Lịch sử
Ý tưởng tìm kiếm và liên lạc với người ngoài hành tinh có thể đã xuất hiện từ lâu, nhưng thường được cho là có xuất phát chính thức từ một bài báo trên tạp chí Nature năm 1959 của các nhà vật lí Giuseppe Cocconi và Philip Morrison. Hai ông cho rằng kính thiên văn vô tuyến đương thời đã có khả năng chuyển sóng vô tuyến vào vũ trụ và ngược lại, nhận sóng từ nền văn minh ngoài Trái Đất trong vũ trụ dội về.
Cuối năm 1959, giáo sư thiên văn học ở Đại học Harvard là Harlow Shapley ước đoán rằng số lượng hành tinh có người trong vũ trụ tương tự như Trái Đất có thể lên tới 1018, và khả năng liên lạc hay ít nhất là nhận biết ra nhau là có thể.

Vào khoảng thời gian này, Frank Drake đang làm công tác nghiên cứu trong lĩnh vực thiên văn vô tuyến tại Đài quan sát Thiên văn Quốc gia (NRAO) thuộc Green Bank ở West Virginia. Ông đã tổ chức một cuộc họp "tìm kiếm trí thông minh ngoài Trái Đất" về phát hiện tín hiệu vô tuyến thiên văn. Cuộc họp diễn ra tại một trụ sở của Green Bank vào năm 1961. Phương trình mang tên Drake phát sinh từ sự chuẩn bị của ông cho cuộc họp. Trong cuộc họp, phát biểu của ông có đoạn (không nguyên văn):
Khi tôi lên kế hoạch cho cuộc họp một vài ngày trước, chúng tôi cần một chương trình nghị sự. Vì vậy tôi đã viết ra tất cả những điều bạn cần biết để dự đoán nó sẽ khó khăn như thế nào nhằm phát hiện cuộc sống ngoài Trái Đất. Và nhìn vào nó [tức phương trình] sẽ trở nên khá rõ ràng là nếu bạn nhân lên tất cả chúng với nhau, thì bạn sẽ có N là số lượng các nền văn minh có thể phát hiện được trong thiên hà của chúng ta. Điều này nhằm vào tìm kiếm trên sóng vô tuyến mà không tìm kiếm các dạng sống nguyên sơ.

## Phương trình
Dưới đây là phương trình Drake:
{\displaystyle N=R^{\ast }\cdot f_{p}\cdot n_{e}\cdot f_{\ell }\cdot f_{i}\cdot f_{c}\cdot L\!}
trong đó:
N = số lượng nền văn minh trong Ngân Hà mà con người có thể liên lạc
và
R* = tỷ lệ bình quân các ngôi sao được hình thành mỗi năm trong Ngân Hà.
fp = xác suất sao có hành tinh
ne = xác suất hành tinh trong hệ hành tinh có hỗ trợ sự sống
fℓ = xác suất sự sống phát triển trên một hành tinh có hỗ trợ sự sống
fi = xác suất để sự sống phát triển thành sinh vật thông minh
fc = xác suất một nền văn minh có công nghệ phát triển tới mức các dấu hiệu của họ có thể nhận thấy trong không gian
L = khoảng thời gian một nền văn minh như vậy phát các tín hiệu vào không gian

## Vai trò

### Ý nghĩa
Phương trình Drake có ý nghĩa nhất định trong việc ước tính xác suất các hành tinh có thể có trí tuệ. Chẳng hạn, theo chính tác giả Drake, thì Ngân Hà có khoảng 1.000 đến 1.000.000 hành tinh loại này.
Kể từ khi được công bố đến nay, phương trình này vẫn có tầm quan trọng hàng đầu, tuy không phải là duy nhất, để tìm hiểu số lượng kỳ vọng hành tinh có trí tuệ. Phương trình Drake được coi là một trong những "đốt xương sống" của sinh học vũ trụ.
Phương trình Drake được xem là một tuyên bố kích thích sự tò mò trí tuệ về vũ trụ, giúp nhân loại hiểu rằng sự sống trong đó có loài người là sản phẩm của quá trình tiến hóa tự nhiên, chỉ là một phần của vũ trụ bao la.

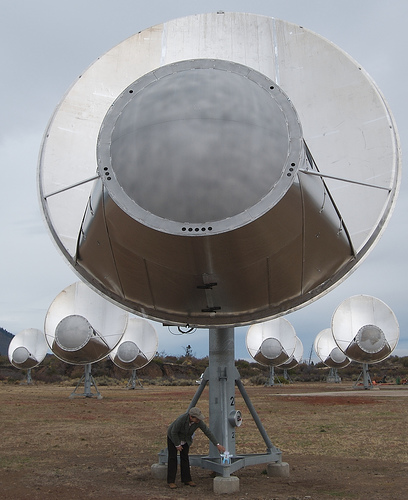
Dàn kính thiên văn vô tuyến Allan (Allan Telescope Array) được Đại học California ở Berkeley xây dựng ngoài San Francisco. Giai đoạn đầu hoàn thành năm 2007, khi hoàn thành sẽ có 350 ăng-ten.

### Hạn chế
Tuy có tính hữu dụng cao, nhưng nhận định về phương trình Drake vẫn có nhiều ý kiến mang tính chỉ trích.
- Phương trình mới chỉ tính đến hành tinh "có trí tuệ là truyền thông vô tuyến". Nghĩa là có loài "người" ngoài hành tinh nào khác chưa có sóng vô tuyến, hoặc ở trình độ cao hơn hẳn chúng ta nhiều bậc mà liên lạc bằng cách khác hẳn (sóng phi vô tuyến ngoài dải tần 0,5 đến 11,2 GHz) thì không thể tính hay phát hiện được. Điều này, chính tác giả cũng đã nói trước.[6]
- Bốn thông số cuối ở phương trình: fℓ, fi, fc và L rất khó xác định và thậm chí nếu chỉ ước tính cũng có giá trị rất khác nhau. Bởi thế nó có tính chất ít nhiều như nghịch lý Fermi.
- Do đó, phương trình không hoàn toàn là một phương trình toán học theo đúng nghĩa là cho ra một kết quả như một hằng số, mà nó còn đòi hỏi nhiều cơ sở khoa học và bằng chứng khác nữa, nên nó chỉ đưa đến kết quả phỏng đoán.
- Ngoài ra, khoảng hơn 50 năm phát triển và thực hiện công cuộc tìm kiếm, SETI vẫn chưa tìm thấy bất cứ điều gì mặc dù ở đó kính viễn vọng vô tuyến, kỹ thuật thu phát và phương thức tính toán đã được cải thiện rất nhiều kể từ năm 1961. Để bổ sung kết quả hạn chế này, nhiều nhà khoa học đã đề xuất các phương thức khác, chẳng hạn như nhà thiên văn học nữ Sara Seager đề xuất một phương trình được sửa đổi tập trung vào việc tìm kiếm các hành tinh có khí sinh học có thể tích tụ trong bầu khí quyển một hành tinh đến mức có thể được phát hiện bằng kính thiên văn vũ trụ từ xa.[9]